# Nasief Morris
Nasief Morris (ur. 16 kwietnia 1981 w Kapsztadzie) – południowoafrykański piłkarz, występujący na pozycji obrońcy. Obecnie jest zawodnikiem cypryjskiego Apollonu Limassol.

## Kariera klubowa
Morris profesjonalną karierę rozpoczynał w Santos FC. W 2001 roku trafił do greckiego Arisu Saloniki. Szybko przebił się tam do wyjściowej jedenastce, w debiutanckim sezonie rozgrywając 21 ligowych pojedynków. Jego drużyna zajęła, wtedy dziewiątą pozycję w Alpha Ethniki. W kolejnym sezonie w lidze zagrał 27 meczów, w których strzelił dwa gole, a także zdobył z klubem Puchar Grecji.
W 2003 roku odszedł do Panathinaikosu. Podobnie jak w Arisie, Morris nie miał tam problemów z wywalczeniem sobie miejsca w pierwszym składzie. Już w pierwszym sezonie po przyjściu został z Panathinaikosem mistrzem Grecji i zdobywcą pucharu tego kraju. W kolejnych latach, jego klub, na koniec sezonu, plasował się w czołowej trójce tabeli. Nie udało mu się, jednak powtórzyć sukcesu z 2004, jakim było zwycięstwo w rozgrywkach Alpha Ethniki. Łącznie w barwach Panathinaikosu rozegrał 119 spotkań, ale nie zdobył żadnej bramki.
Latem 2008 wypożyczono go do hiszpańskiego Recreativo Huelva. W Primera División zadebiutował 31 sierpnia 2008, w wygranym 1-0 spotkaniu przeciwko Realowi Betis. Był podstawowym obrońcą Recreativo i rozegrał w lidze 37 z 38 meczów. Sezon 2009/2010 Morris spędził na wypożyczeniu w Racingu Santander, a latem 2010 sprzedano go do cypryjskiego Apollonu Limassol.
| Sezon   | Klub              | Kraj      | Rozgrywki                 | Mecze | Bramki |
| ------- | ----------------- | --------- | ------------------------- | ----- | ------ |
| 2000/01 | Santos FC         | RPA       | Premier Soccer League     | ?     | ?      |
| 2001/02 | Aris FC           | Grecja    | Alpha Ethniki             | 21    | 0      |
| 2002/03 | Aris FC           | Grecja    | Alpha Ethniki             | 27    | 2      |
| 2003/04 | Panathinaikos AO  | Grecja    | Alpha Ethniki             | 23    | 0      |
| 2004/05 | Panathinaikos AO  | Grecja    | Alpha Ethniki             | 22    | 0      |
| 2005/06 | Panathinaikos AO  | Grecja    | Alpha Ethniki             | 24    | 0      |
| 2006/07 | Panathinaikos AO  | Grecja    | Alpha Ethniki             | 28    | 0      |
| 2007/08 | Panathinaikos AO  | Grecja    | Alpha Ethniki             | 21    | 0      |
| 2008/09 | Recreativo Huelva | Hiszpania | Primera División          | 37    | 1      |
| 2009/10 | Racing Santander  | Hiszpania | Primera División          | 12    | 1      |
| 2010/11 | Apollon Limassol  | Cypr      | Protathlima A’ Kategorias |       |        |

## Kariera reprezentacyjna
Morris jest reprezentantem Republiki Południowej Afryki. Dotychczas rozegrał w drużynie narodowej wystąpił 31 razy i zdobył jedną bramkę. Był uczestnikiem Pucharu Narodów Afryki 2008, który Bafana Bafana zakończyli już na fazie grupowej.